# Mind Ripper
Mind Ripper (conocida también como The Hills Have Eyes III, The Hills Still Have Eyes o The Outpost) es una película de terror lanzada en 1995 por HBO y protagonizada por Lance Henriksen y Giovanni Ribisi.
Aunque se ha comercializado en algunas áreas como una secuela de la original The Hills Have Eyes y The Hills Have Eyes Part II, carece de actores, personajes o escenarios vinculados a esas películas. Su única conexión es el productor Wes Craven, quien escribió y dirigió las otras dos películas. Su hijo Jonathan Craven se encargó del guion.

## Argumento
Situado en una zona remota del desierto, los científicos del gobierno realizan experimentos de reanimación en una instalación nuclear subterránea. El objetivo es crear un superhombre. Su primer sujeto, "Thor", es un espécimen de un suicida encontrado en el desierto. En los intentos por traer de vuelta a Thor, una criatura incontrolable queda en libertad.

## Reparto
- Lance Henriksen como Stockton.
- Claire Stansfield como Joanne.
- John Diehl como Alex.
- Natasha Gregson Wagner como Wendy Stockton.
- Gregory Sporleder como Rob.
- Giovanni Ribisi como Scott Stockton.
- Dan Blom como Thor.
- Adam Solomon como Mark.
- John Apicella como Larry.
- Peter Shepherd como Frank.

## Lanzamiento
En el Reino Unido, Anchor Bay lanzó la película tanto individualmente como en un box set junto con The Hills Have Eyes y The Hills Have Eyes Part II.